# 长川科技
长川科技（CCtech，深交所：300604 ）是一家中国上市公司，主要从事半导体测试以及半導體测试设备的开发和销售。

## 歷史
2008年4月10日，士兰微电子高管赵轶带领团队离职，创办了自己的公司长川科技。公司名称取自赵轶和其妻子的出生地——四川省和长兴县。长川科技成立時，赵轶负责运营，其妻负责财务。长川科技還得到了国家大基金的投資。 
长川科技和士蘭微電子之間的關係最初非常緊張。然而後來士蘭微電子轉而放棄了半導體測試設備的開發，士蘭微電子將這個業務賣給了长川科技，並且向长川科技直接購買測試設備，這改善了雙方的關係。由於兩家公司總部都位於杭州市，而且都是半導體領域的公司，它們逐漸建立了良好的合作關係。此後士蘭微電子一直是长川科技的前五大客戶之一，而长川科技也成為士蘭微電子的大股東之一。 
2017年4月17日，长川科技在深圳证券交易所在首次公开发行并成為上市公司。 